# Trichocybe puberula
Trichocybe puberula — вид грибів, що належить до монотипового роду Trichocybe.